# 黔西府
黔西府，清朝时设置的府。
康熙三年（1664年）改土归流置，治所在今贵州省黔西县。辖则窝、以著、雄所三则溪。二十二年（1683年），降为黔西州（隶大定府）。